# Express Scripts
Express Scripts (NASDAQ: ESRX) é uma empresa americana de assistência médica, sediada no Condado de St. Louis, Missouri.